# Григор'євка (Аккайинський район)
Григо́р'євка (каз. Григорьев) — село у складі Аккайинського району Північноказахстанської області Казахстану. Входить до складу Григор'євського сільського округу.
Населення — 33 особи (2021; 87 у 2009, 311 у 1999, 540 у 1989).
Національний склад станом на 1989 рік:
- казахи — 53 %
- росіяни — 23 %.